# حياة خلوية

خلايا ثوم في مستويات مختلفة من النمو

حياة خلوية هي الحياة مع بنية خلوية. المعنى المعتاد للحياة كما نعرفها يفترض أن الكائنات الحية هي إما وحيدة خلية أو متعددة الخلايا، مع ذلك توجد حياة غير خلوية على سطح الأرض. وجهة النظر هذه عادة ما تتضمن تصنيف الفيروسات كأشكال gلحياة.
خلال مناقشة نطاقات الحياة، يستخدم أحياناً مصطلح خلوي كإسم لمملكة أو نطاق للتمييز بين الحياة على قاعدة خلوية من الحياة غير الخلوية (المسمات لاخلوية) وكلاهما يمثل التقسيمات الفرعية للحياة على سطح الأرض. والمعروفة أيضا باسم المتعضيات الأرضية.